# Ligowiec
Ligowiec – część wsi Bogucin w Polsce, położona w województwie wielkopolskim, w powiecie poznańskim, w gminie Swarzędz, przy trasie linii kolejowej Poznań-Gniezno-Inowrocław (przystanek osobowy PKP Ligowiec).
W latach 1975–1998 Ligowiec administracyjnie należał do województwa poznańskiego.